# 1821 en littérature
| Années de la littérature : 1818 - 1819 - 1820 - 1821 - 1822 - 1823 - 1824    |
| Décennies de la littérature : 1790 - 1800 - 1810 - 1820 - 1830 - 1840 - 1850 |

Cet article présente les faits marquants de l'année 1820 en littérature.

## Événements
- Nicolas Gogol étudie au gymnase Bezborodko de Nejine de 1821 à 1828.

## Essais
- Dix Années d’exil, mémoires posthumes de Madame de Staël.
- Principe de la philosophie du droit, de Hegel (distinction précise entre le privé et le public).
- Les Soirées de Saint-Pétersbourg, de Joseph de Maistre.
- Exposé méthodique de la foi chrétienne, de Friedrich Schleiermacher, qui renouvelle la théologie protestante.

## Poésie
- Epipsychidion et Adonaïs, poèmes, Prométhée délivré, drame en vers, Défense de la poésie, ouvrage critique inachevé, de Percy Bysshe Shelley ;
- L'Orléanide, poème national en 28 chants, Philippe-Alexandre Le Brun de Charmettes (seconde édition après celle de 1819) ;
- Portrait de Vénus, poème du poète portugais Almeida Garrett.

## Romans
- Frankenstein ou le Prométhée moderne, roman épistolaire de Mary Shelley (en traduction française, le 21 juillet).
- Les Fiancés d'Alessandro Manzoni.
- L’Espion, roman de Fenimore Cooper.
- Bertram ou le Château de Saint-Aldobrand, et Le Vampire, pièces, Smarra ou les Démons de la nuit, récit fantastique, de Charles Nodier.
- Les Années d'apprentissage de Wilhelm Meister, roman de Goethe (révisé en 1829).
- Le Prisonnier du Caucase, de Pouchkine.
- Thomas De Quincey - Confessions d'un mangeur d'opium anglais
- Charles Nodier - Smarra
- Thomas Love Peacock - Maid Marian
- Sir Walter Scott - Kenilworth
- Sir Walter Scott, Le Pirate

## Théâtre
- Affranchissement, grâce à une souscription nationale, de l’acteur Chtchepkine qui commence une carrière brillante à Moscou.
- Vie de Wesley de Robert Southey. Caïn et le Ciel et la Terre (1823), Mystères, Marino Faliero et Sardanapale, tragédies, de Lord Byron
- création de la pièce d'Heinrich von Kleist, Le Prince de Hombourg

## Principales naissances
- 9 avril : Charles Baudelaire, poète français († 31 août 1867).
- 11 novembre : Fiodor Dostoïevski, écrivain russe († 9 février 1881).
- 12 décembre : Gustave Flaubert, écrivain français († 8 mai 1880).

## Principaux décès
- 23 février : John Keats, poète anglais.
- 24 mars : Marie Thérèse Péroux d'Abany, écrivaine française (° 1753).
- 1er août : Elizabeth Inchbald, romancière anglaise (° 15 octobre 1753).